# 梧桐柾木
梧桐柾木，日本男性漫畫家。

## 簡介
2009年，梧桐柾木作畫的「Fran ces co」獲得漫畫college佳作。後也獲得club sunday新人王第2回王者及作品連載權。

club sunday上連載市場鐵好想賺大錢、週刊少年Sunday上連載AKB48殺人事件。
現在於少年Jump +連載萌音同學的交往方式太過認真。

## 獲獎事蹟
- Fran ces co（漫畫college、2009年5月期 佳作）
- 閂誠の魔法使い指南書（club sunday新人王 第2回王者）

## 作品

### 連載
- AKB48殺人事件；週刊少年Sunday（2012年31号 - 2012年41号、全9話）※作畫（原案:秋元康、原作:青山剛昌、全1集）
- 市場鐵好想賺大錢；club sunday（2012年6月19日 - 2016年10月11日、全13集）
- 萌音同學的交往方式太過認真；少年Jump +（2017年8月11日 - 2019年9月13日、全74話、全8集）

### 單篇
- Francesco （页面存档备份，存于）（club sunday，2009年8月7日）
- 閂誠の魔法使い指南書 （页面存档备份，存于）（club sunday，2009年12月25日）

## 師承
- 若木民喜

## 外部リンク
- 穴があったら埋葬されたい（作者部落格） （页面存档备份，存于）
- 梧桐柾木的X（前Twitter）
- 市場鐵好想賺大錢（club sunday） （页面存档备份，存于）
- 閂誠の魔法使い指南書（club sunday） （页面存档备份，存于）
- Francesco（club sunday） （页面存档备份，存于）
- 萌音同學的交往方式太過認真 （页面存档备份，存于）